# 审稿
審稿或稱文字加工（copyediting）是指編輯者對文章格式、語法的修訂和改善原稿的準確度。手稿或打字稿必須經過這項作業，以便日後的排版、印刷和出版。
有時候因為出版商規模較小分工不足，或基於成本考量等，審稿者可能會和校對者是同一人，而有審校的稱呼，亦有校稿實則包含審稿的情形。

## 概要
審稿五項原則「Five Cs」
概述了審稿者的工作：務求稿件1.清晰（clear）、2.正確（correct）、3.簡潔（concise）、4.可理解（comprehensible）、5.內容連貫（consistent）；易言之：「使之描述出其意涵，表達出其言語」。一般而言，審稿作業包含修正拼寫、標點符號、語法、數學、術語和語義；確保打字稿遵循出版商的自家風格；加上標題和統一規範頁眉、頁腳等。
審稿者被要求確保文脈連貫，使其合理、適當、準確，並且不會對出版商引起法律問題。報紙審稿者有時要對選擇通訊社將採用的即時新聞稿負責，並按照格式重寫。通常審稿者是別於作者外唯一一位，在出版前將整份文稿閱讀過的人。報紙責任編輯視審稿者為報紙準確辯護的最後一道防線。
審稿者可能截去或修整內容以摘要文章，縮減長度以符合出版或播送的限制，或是改善表達方式。

## 註腳
1. 1 2  "Services: What is copyediting?" (activities & Five Cs),
  FreelancePanda.com, 2008, webpage:
  FreeP-services （页面存档备份，存于）.
2. 1 2 3  "Chapter 13 – Editing and Headline Writing", James Glen Stovall, 2004, webpage: 
  ABL-C13 （页面存档备份，存于）.

## 外部連結
一般
- Sub-editing style and directory (UK)
- Proofreading practice（页面存档备份，存于） at Project Gutenberg Distributed Proofreaders

組織
- American Copy Editors Society（页面存档备份，存于）
- Society for Editors and Proofreaders（页面存档备份，存于） (UK)
- Technical Editing special interest group (SIG)（页面存档备份，存于） of the Society for Technical Communication (STC)

新聞審稿
- Test question examples（页面存档备份，存于）, compiled by the American Copy Editors Society
- The Slot, includes What exactly is a copy editor?（页面存档备份，存于） and How a copy desk works（页面存档备份，存于）, by Bill Walsh of The Washington Post